# Carsten Reinhardt

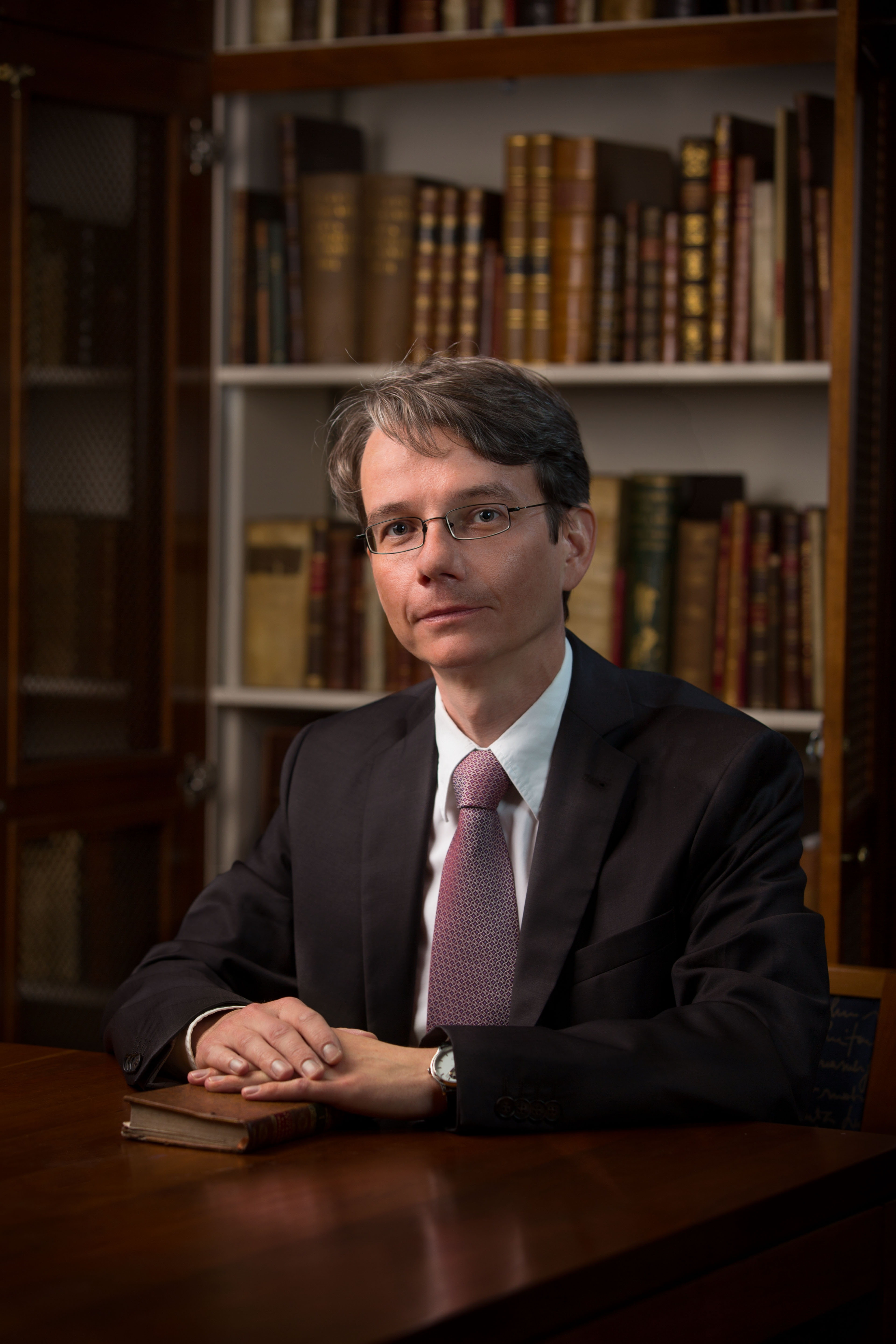
Carsten Reinhardt

Carsten Reinhardt (* 1966 in Stuttgart) ist ein deutscher Historiker für Naturwissenschaft und Technik und speziell Chemiehistoriker.

## Berufliches Leben
Reinhardt promovierte 1996 an der TU Berlin in Wissenschafts- und Technikgeschichte, war danach bis 2005 Assistent an der Universität Regensburg, an der er sich 2003 in allgemeiner Wissenschaftsgeschichte habilitierte (Habilitationspreis der Universität 2004). 2005/06 war er Lehrstuhlvertreter für Wissenschaftsgeschichte in Jena und 2006/07 am Max-Planck-Institut für Wissenschaftsgeschichte in Berlin (an dem er 2010/11 Gastwissenschaftler war). Seit 2007 ist er Professor für Historische Wissenschaftsforschung in Bielefeld. 2013 bis 2016 war er Präsident der Chemical Heritage Foundation in Philadelphia.
2010 war er Gastprofessor an der École normale supérieure (Paris) und 2008/09 an der Sorbonne und dem Maison des Sciences de l’Homme in Paris. 2006/07 war er Fellow am Zentrum für interdisziplinäre Forschung der Universität Bielefeld in der Gruppe „Wissenschaft im Anwendungskontext“.
Er erforscht Wissensentstehung und -verbreitung im Rahmen der Zeitgeschichte, Geschichte von Forschungsinstitutionen und Chemiegeschichte (Verhältnis von Chemie und Gesellschaft). Unter anderem befasste er sich mit Industrieforschung bei BASF und IG Farben (Farbstoffe, Pharmazie, Fritz Haber) sowie in der Kalk- und Zementindustrie, Heinrich Caro, Christian Friedrich Schönbein, den Auswirkungen der wichtigen Analysemethoden Kernspinresonanzspektroskopie (NMR) und Massenspektrometrie auf die Chemie und Nachbarwissenschaften, Geschichte chemischer Institute.
Carsten Reinhardt ist seit 2015 Mitglied (Matrikel-Nr. 7672) der Gelehrtengesellschaft Leopoldina und seit 2018 Mitglied der Academia Europaea. Er erhielt 2000 den ABB Wissenschaftspreis und 2003 deren Georg Uschmann Preis für Wissenschaftsgeschichte. 2004 erhielt er den Paul Bunge Preis für die Geschichte wissenschaftlicher Instrumente. Er war Fellow des Edelstein Center für Wissenschaftsgeschichte der Hebräischen Universität. Unter anderem untersuchte er die Auswirkungen der Einführung von Massenspektrometrie und Kernspinresonanzspektroskopie nach dem Zweiten Weltkrieg auf die Zusammenarbeit von Hochschule und Industrie. Darüber lief ein DFG-Projekt seit 2004 und er war oder ist an DFG Projekten über Fachwissen und Gesellschaft (von Expertisen bis Populärwissenschaft), Grenzwerten für krebserregende Stoffe, Geschichte der Beschleunigertechnologie mit Anwendungen in der Medizin und Gefahrstoffbewertung beteiligt.
Er ist im Herausgebergremium von Nuncius (Journal of the Material and Visual History of Science), Hyle (Journal of the Philosophy of Chemistry), der Berichte zur Wissenschaftsgeschichte, von Ambix und der Reihe Wissenschafts- und Technikforschung (Nomos).

## Schriften
- Forschung in der chemischen Industrie : die Entwicklung synthetischer Farbstoffe bei BASF und Hoechst, 1863 bis 1914, Freiberger Forschungshefte 1997 (= Dissertation TU Berlin)
- mit Anthony S. Travis: Heinrich Caro and the Creation of Modern Chemical Industry, Springer 2000
- Herausgeber: Chemical sciences in the 20th century : bridging boundaries, Wiley-VCH 2001
- Herausgeber mit Harm Schröter: Academia and Industry in Chemistry: The Impact of State Intervention,and the Effects of Cultural Values, Ambix, Band 51, 2004, Nr. 2
- Shifting and Rearranging. Physical Methods and the Transformation of Modern Chemistry, Sagamore Beach, Science History Publications (SHP) 2006
- Herausgeber mit Beat Bächi: Zur Geschichte des Regulierungswissens. Special Issue of Berichte zur Wissenschaftsgeschichte 33, 2010, Nr. 4
- Herausgeber mit Ursula Klein: Objects of chemical inquiry :collection of essays based on two workshops (MPI für Wissenschaftsgeschichte), Sagamore Beach, SHP, 2014
- Herausgeber mit Alfons Bora, Anna Henkel: Wissensregulierung und Regulierungswissen, Weilerswist: Velbrück Wissenschaft 2014
- Herausgeber mit Marianne Sommer, Staffan Müller-Wille: Handbuch Wissenschaftsgeschichte, J. B. Metzler 2017
- Chemistry in a physical mode, molecular spectroscopy and the emergence of NMR, Annals of Science, Band 61, 2004, S. 1–32
- The chemistry of an instrument, mass spectrometry and structural organic chemistry, in: Peter Morris, From classical to modern chemistry: the instrumental revolution, Royal Society of Chemistry 2000, S. 229–247
- Habitus, Hierarchien und Methoden. Feine Unterschiede zwischen Physik und Chemie, NTM, Band 19, 2011, S. 125–146
- Historische Wissenschaftsforschung heute. Überlegungen zu einer Geschichte der Wissensgesellschaft, Berichte zur Wissenschaftsgeschichte, Band 33, 2010, S. 81–99
- mit Thomas Steinhauser: Formierung einer wissenschaftlich-technischen Gemeinschaft. NMR-Spektroskopie in der Bundesrepublik Deutschland, NTM, Band 16, 2008, S. 73–101
- A Lead User of Instruments in Science. John D. Roberts and the Adaptation of Nuclear Magnetic Resonance to Organic Chemistry, 1955–1975, Isis, Band 97, 2006, S. 205–236